# Unione Internazionale dei Giovani Democratici
L'Unione Internazionale dei Giovani per la  (in inglese International Young Democracy Union, IYDU) è un'organizzazione internazionale giovanile di centrodestra. Fondata nel 1981, poi ripristinata nel 1991, l'IYDU è composta da 127 membri e osservatori, provenienti da oltre 80 paesi ed è l'ala giovanile dell'Unione Democratica Internazionale (IDU). Il termine inglese "Democrat", nella cultura politica anglosassone, è inteso più come "Conservatore" che come "Democratico" (che sarebbe invece "Democratic").
L'IYDU organizza ogni anno una serie di eventi tra cui il Freedom Forum (a metà anno), l'Assemblea annuale del Consiglio e visite di studio all'estero. Tra i relatori di questi eventi vi sono attuali ed ex Capi di Stato e altri esponenti politici della famiglia del centrodestra. I partecipanti, in alcuni casi, sono diventati Ministri, Parlamentari, Consulenti e leader di industrie nel settore pubblico e privato.
L'attuale Presidente è l'albanese Gerti Bogdani, eletto nell'ultimo Congresso tenutosi a Lisbona il 13 settembre 2014. Tra i Vice-Presidenti c'è l'italiano Carlo De Romanis, di Forza Italia Giovani, riconfermato a Lisbona per il secondo mandato.
I movimenti giovanili italiani che sono membri dell'IYDU sono tre: Forza Italia Giovani (giovani di Forza Italia), Junge Generation (giovani del Südtiroler Volkspartei) e Gioventù Nazionale (giovani di Fratelli d’Italia).

## Leader
| Nome                   | Anno      | Organizzazione                       | Nazione                  |
| ---------------------- | --------- | ------------------------------------ | ------------------------ |
| Mark Heywood           | 1992–1994 | Young Liberals                       | Australia (bandiera)     |
| Tony Zagotta           | 1994–1998 | College Republicans                  | Stati Uniti (bandiera)   |
| Andrew Rosindell       | 1998–2002 | Young Conservatives                  | Regno Unito (bandiera)   |
| Shane Frith            | 2002–2004 | Young Nationals                      | Nuova Zelanda (bandiera) |
| Donald Simpson         | 2004–2006 | Conservative Future Scotland         | Regno Unito (bandiera)   |
| Peter Skovholt Gitmark | 2006–2008 | Young Conservatives                  | Norvegia (bandiera)      |
| Tim Dier               | 2008–2010 | Conservative Future                  | Regno Unito (bandiera)   |
| Daniel Walther         | 2010–2012 | Junge Union                          | Germania (bandiera)      |
| Nicolas Figari         | 2012–2012 | Independent Democratic Union Youth   | Cile (bandiera)          |
| Aris Kalafatis         | 2012–2014 | Youth Organisation of New Democracy  | Grecia (bandiera)        |
| Gerti Bogdani          | 2014–2016 | Youth of Democratic Party of Albania | Albania (bandiera)       |
| Simon Breheny          | 2016–2017 | Young Liberals                       | Australia (bandiera)     |
| Bashir Wardini         | 2016–2018 | Lebanese Forces Youth Association    | Libano (bandiera)        |
| Abdelmajid Fassi Fihri | 2018–2019 | Youth Istiqlal Party                 | Marocco (bandiera)       |
| Bruno Kazuhiro         | 2019–2021 | Juventude Democratas                 | Brasile (bandiera)       |
| Michael Dust           | 2021–     | Junge Union                          | Germania (bandiera)      |